# Um vigintilião
1063  é o número inteiro que Arquimedes propôs, em O Contador de Areia, como sendo um número maior do que seria o número de grãos de areia que encheriam todo o Universo.
Pela notação de Arquimedes, um número de primeira ordem iria até uma miríade (dez mil) de miríades, ou seja, 100.000.000. Os números de segunda, terceira, etc, ordens iriam até as potências do número que é o teto para os números de primeira ordem, ou seja, (100.000.000)2, (100.000.000)3, etc. O número de grãos de areia que encheriam o Universo seria menor que 10.000.000 unidades da oitava ordem de números, ou seja, 107 x (108)8-1 = 1063 